# Aswin Kwanmuang
Aswin Kwanmuang (thaï : อัศวิน ขวัญเมือง, RTGS: Atsawin Khwanmueang; né le 15 février 1951 à Suphanburi) est un ancien général de police et homme politique thaïlandais.
En 2016, il est désigné gouverneur de Bangkok par le Conseil national pour la paix et le maintien de l'ordre, junte militaire ayant effectué le coup d'État de 2014, succédant ainsi à Sukhumbhand Paribatra, élu démocratiquement sous l'étiquette du Parti démocrate en 2009. Il s'agit du premier militaire à diriger le gouvernorat de la capitale.
Après 5 ans de mandat, Kwanmuang démissionne en mars 2022 pour se présenter sans étiquette à l'élection gouvernorale de Bangkok de 2022. Il récolte à l'issue environ 8 % des suffrages, loin derrière le victorieux Chadchart Sittipunt à environ 51 %.

## Biographie
Général de police, Aswin Kwanmuang est né le 15 février 1951 à Suphanburi. Il est scolarisé de l'école Dan Chang Wittaya et après il est devenu élève-sous-officier de l'école sous-officier de police régionale 7. Ensuite, il a réussi à entrer L'Académie des cadets de la police royale où il était élève-officier de police et a reçu une licence de administrations publiques.